# 1 Reyes 16
1 Reyes 16 es el decimosexto capítulo de los Libros de los Reyes de la Biblia hebrea o Primer Libro de los Reyes del Antiguo Testamento de la Biblia cristiana El libro es una compilación de varios anales que registran los actos de los reyes de Israel y Judá por un compilador deuteronómico en el siglo VII a. C., con un suplemento añadido en el siglo VI a. C. 1 Reyes 12:1 a 16:14 documenta la consolidación de los reinos del norte de Israel y Judá: 1 Reyes 12:1-16:14 documenta la consolidación de los reinos del norte de Israel y Judá. Este capítulo se centra en los reinados de Baasa, Elah, Zimri, Omri y Acab en el reino del norte durante el reinado de Asa en el reino del sur.

## Texto
Este capítulo fue escrito originalmente en lengua hebrea y desde el siglo XVI se divide en 34 Versículos.

### Testigos textuales
Algunos de los primeros manuscritos que contienen el texto de este capítulo en hebreo pertenecen a la tradición del Texto Masorético, que incluye el Códice de  El Cairo (895), el Códice de Alepo (siglo X) y el Códice Leningradensis (1008).
También existe una traducción al griego koiné conocida como Septuaginta, realizada en los últimos siglos a. C.. Los manuscritos antiguos existentes de la versión Septuaginta incluyen el Codex Vaticanus (B; {\displaystyle {\mathfrak {G}}}B; siglo IV) y el Codex Alexandrinus (A; {\displaystyle {\mathfrak {G}}}A; siglo V). 

## Fin del reinado de Baasa, rey de Israel (16:1-7)
Baasa 'seguía el camino de Jeroboam', dejó intacto el culto a los toros de Betel (y Dan), aunque había eliminado la dinastía de Jeroboam, por lo que un profeta, Jehú ben Hanani, se enfrentó a él y le dio una advertencia y una reprimenda (Versículos 2-4) muy similar a la de Ajías de Silo (1 Reyes 14:7-11), lo que dio lugar a paralelismos de destinos entre las dinastías de Baasa y Jeroboam. 

## Elah, rey de Israel (16:8-14)
Como sucedió con Jeroboam, el fin de la dinastía no se produjo durante el reinado del fundador de la dinastía, sino de su hijo, muy poco después de su ascensión. La dinastía de Baasa fue eliminada en el segundo año de Ela, hijo de Baasa, no durando más que Nadab, hijo de Jeroboam. El asesino fue Zimri, un oficial de alto rango, «comandante de la mitad de la tropa de carros» (una forma militar utilizada en Israel desde la época de Salomón, cf. 1 Reyes 5:6,10:26; otro oficial de una tropa de carros, Jehú, más tarde también dirigió un golpe como se registra en 2 Reyes 9). La carnicería de Zimri incluyó no sólo a la familia de Baasa, sino también a amigos de la familia (versículo 11)..

### Versículo 8
En el año veintiséis de Asa, rey de Judá, comenzó Ela hijo de Baasa a reinar sobre Israel en Tirsa, por dos años».
- «26º año de Asa...reinó...dos años»: en la cronología de Thiele (mejorada por McFall), Ela se convirtió en rey entre septiembre de 886 y abril de 885 a. C. y murió entre septiembre de 885 y abril de 884 a. C. (se omitió su edad).[15]

### Versículo 14
El resto de los hechos de Ela, y todo lo que hizo, ¿no está escrito en el libro de las crónicas de los reyes de Israel?"

## Zimri, rey de Israel (16:15-20)
Zimri fue «el rey más espectacularmente fracasado de todos» los gobernantes de Israel y Judá, ya que su suicidio puso fin a su reinado de siete días. Mientras seguía en guerra con los filisteos, el ejército de Israel se resintió del golpe en su capital, y como oficial de carros, Zimri probablemente 'representaba los elementos urbanos, cananeos del estado con demasiada fuerza para que el ejército lo tolerara', porque estaba dominado por fuerzas tribales más israelitas.

### Versículo 15
En el año veintisiete de Asa, rey de Judá, Zimri reinó siete días en Tirsa. Las tropas estaban acampadas contra Gibetón, que pertenecía a los filisteos. 
- «27º año de Asa»: en la cronología de Thiele (mejorada por McFall), Zimri fue rey durante 7 días hasta su muerte entre septiembre de 885 y abril de 884 a. C. (se omitió su edad).[19]

## Omri, rey de Israel (16:21-28)

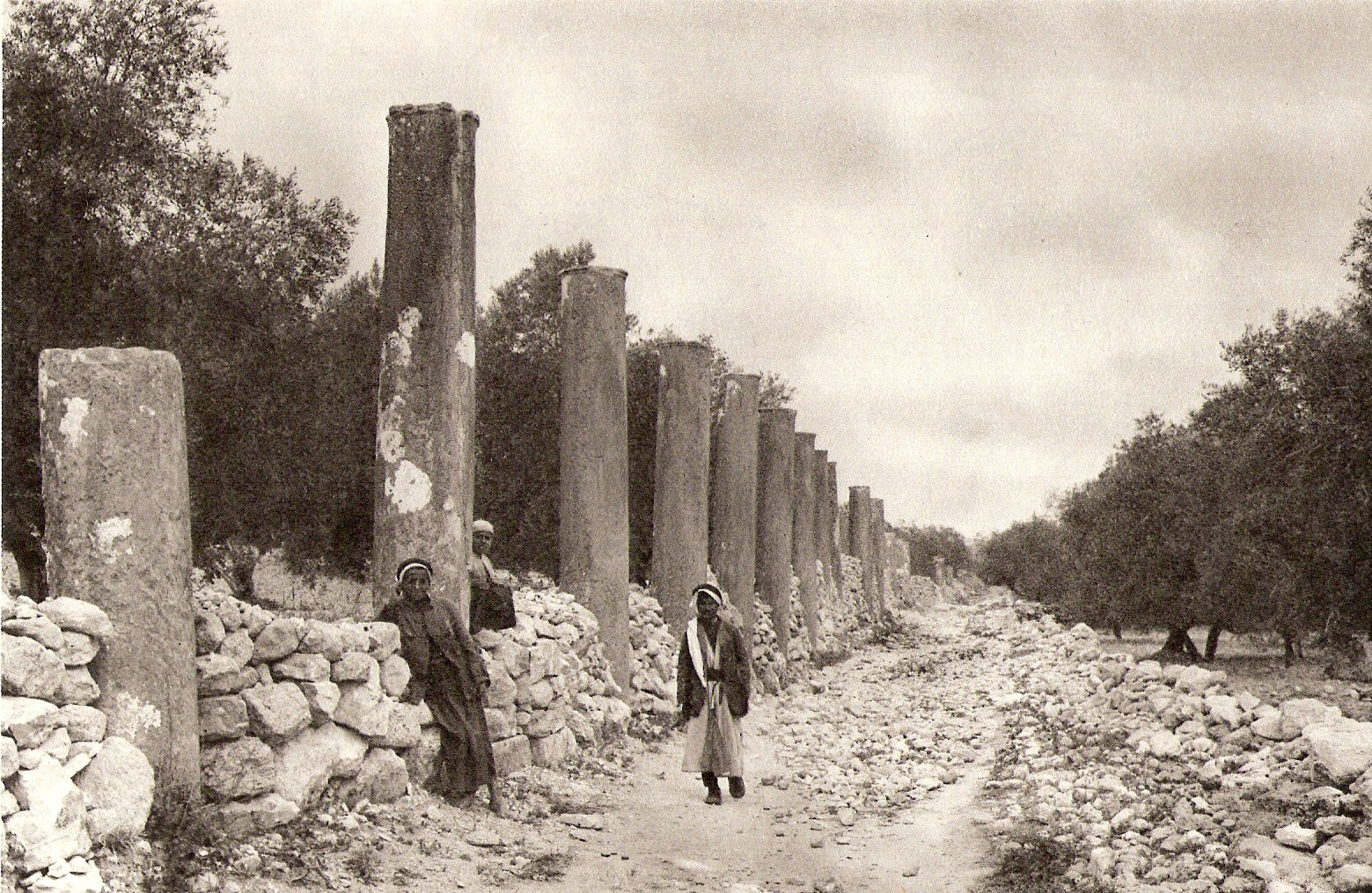
Ruinas de la ciudad de Samaria (1925)

El ejército disgustado no reconoció a Zimri, como rey, sino que espontáneamente aclamó al jefe del ejército Omri como su líder para inmediatamente marchar y rápidamente apoderarse de la residencia real en Tirsa. Zimri prendió fuego a la ciudadela él mismo y murió en el incendio. Omri no se convirtió automáticamente en el único gobernante de Israel, porque un tal Tibni fue elegido rey por la mitad del pueblo hasta su muerte cuatro años más tarde (véanse las fechas en 1 Reyes 16:15 y 16:23). El nombre de Omri no era israelita, sino que podría ser de origen árabe; tal vez se abrió camino como general del ejército y luego como jefe de estado debido a su «personalidad inusualmente carismática». Fundó una dinastía en el norte de Israel de gran importancia para el desarrollo político del país, ya que posiblemente se convirtiera en el único verdadero estado de la época. Los estudios arqueológicos han descubierto una gran cantidad de construcciones de la época de esta dinastía (siglo IX a. C.) en todo el territorio: murallas y fortificaciones, centros administrativos, etc., mientras que fuentes no bíblicas de Asiria, Aram y Moab indican un «respeto reacio» por el poder y la influencia de Israel en la época de la dinastía de Omri (los registros asirios se refieren a Israel como «la tierra de la casa de Omri»). Al establecer una nueva capital perteneciente a la corona, como había hecho David antes que él (cf. 2 Samuel 5), el reino de Omri logró una estabilidad. Samaria (más tarde Sebaste) estaba bien situada geopolítica y estratégicamente y podía construirse sin tener en cuenta estructuras más grandes ya existentes. Estaba dotada de una generosa acrópolis (de unos 180 x 90 metros en tiempos de Omri a unos 200 x 100 metros en tiempos de Ajab), y creó una ciudad opulenta en todos los aspectos (cf. Isaías 28:1), que sirvió como residencia real de los israelitas hasta la destrucción del estado. Sin embargo, el reino se fue alejando de Yahvé, por lo que los profetas pasaron cada vez más a un primer plano, especialmente Elías y Eliseo, quienes, a pesar de ser siempre leales a Yahvé, se convirtieron en «contrapartes necesarias» y a veces en consejeros de los reyes israelitas, al tiempo que establecían las normas de lo que es importante y correcto en Israel.

### Versículo 23
En el año treinta y uno de Asa, rey de Judá, comenzó a reinar Omri sobre Israel, doce años; seis años reinó en Tirsa. 
- «31º año de Asa...reinó...12 años»: en la cronología de Thiele (mejorada por McFall), Omri comenzó a gobernar en un gobierno compartido de Israel con su rival, Tibni, entre septiembre de 885 y abril de 884 a. C.. Omri se convirtió en el único gobernante de Israel tras la muerte de Tibni, que se produjo entre abril y septiembre de 880 a. C., hasta su muerte entre septiembre de 874 y abril de 873 a. C. (se omitió su edad).[23]

### Versículo 24
Y compró la colina de Samaria de Semer por dos talentos de plata, y edificó en la colina, y llamó el nombre de la ciudad que edificó, Samaria, del nombre de Semer, dueño de la colina. 
- «Dos talentos de plata»: aproximadamente 150 libras (68,0 kg);[25] un talento es aproximadamente 75 libras (34,0 kg).[26]
- «Samaria»: Hebreo: שֹׁמְרֽוֹן Shomeron.[27][28]

## Ajab, rey de Israel (16:29-34)
.

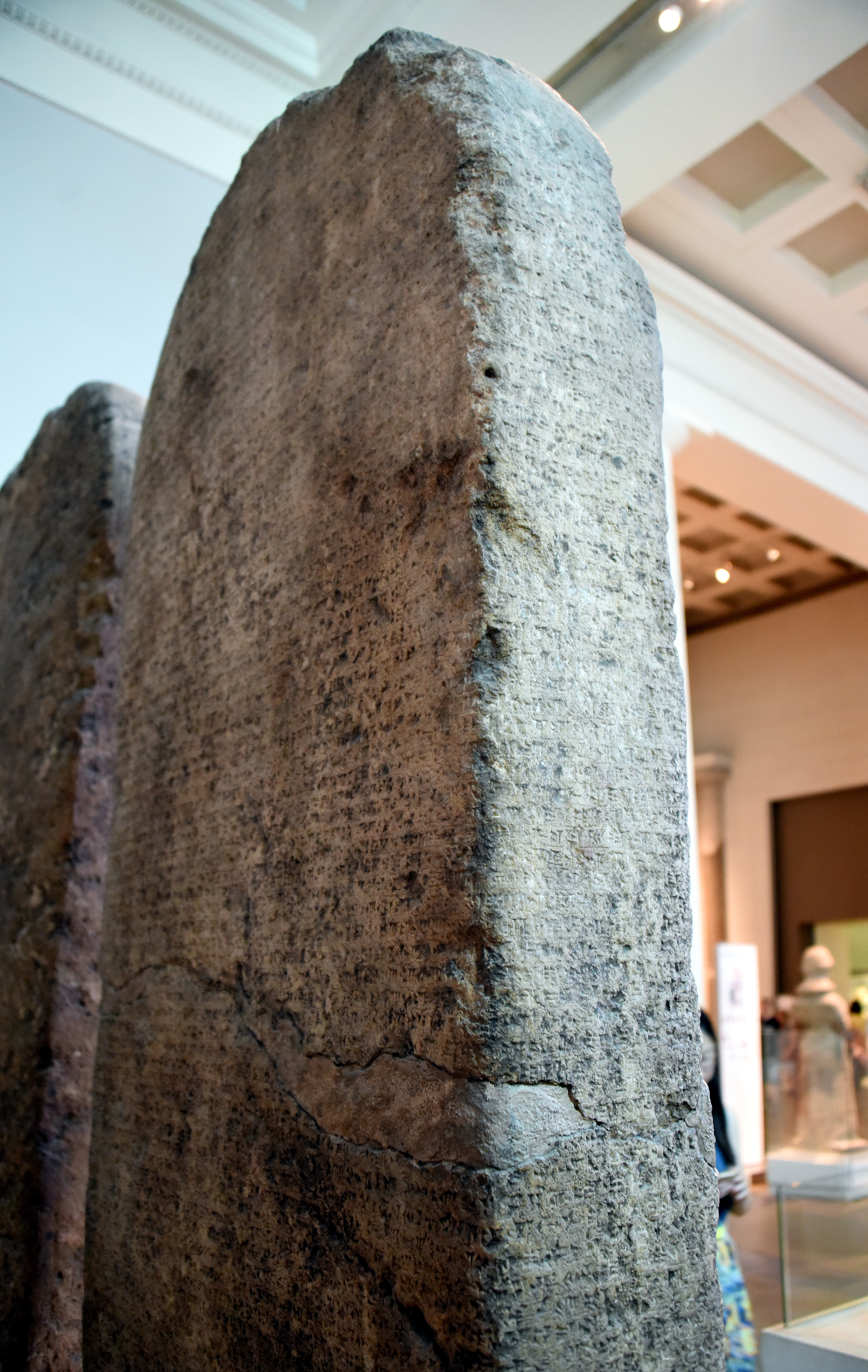
Estela Kurkh de Salmanasar III. La inscripción cuneiforme del reverso menciona que «Ajab de Israel» participó en la Batalla de Qarqar en 853 a. C.

Acab fue considerado como «malo a los ojos del Señor más que todos los que le precedieron», sobre todo porque se casó con la princesa fenician Jezabel, construyó un templo para Baal (el clásico dios de la fertilidad cananeo, responsable del renacimiento de la naturaleza) en Samaria, y erigió un símbolo de culto para la diosa Asherah (la diosa madre del panteón cananeo que está al lado de El, Baal o incluso Yahvé, presumiblemente simbolizada por algún objeto de madera como un árbol estilizado).  Estos podrían ser los signos de la influencia fenicia (cf. el nombre del padre de Jezabel: Ethbaal), aunque la acción de Acab «debe haber sido impulsada por la necesidad de apaciguar la influencia religiosa de la población cananea urbana de Israel», porque Betel y Dan eran principalmente lugares israelitas de culto a Yahvé (cf. 1 Reyes 12:25-30). Estudios arqueológicos descubrieron el establecimiento del siglo IX en Jericó. Dos hijos de Hiel, responsable de la construcción de Jericó, murieron durante la construcción de la misma (no fueron asesinados ritualmente), y este acontecimiento se interpretó como un ejemplo de la palabra inequívoca de Dios en forma de maldición (profética) de Josué sobre Jericó (Josué 6:26).

### Versículo 29
En el año treinta y ocho de Asa, rey de Judá, Acab hijo de Omri comenzó a reinar sobre Israel, y Acab hijo de Omri reinó sobre Israel en Samaria veintidós años».
- «38º año de Asa... reinó sobre Israel... 22 años»: en la cronología de Thiele (mejorada por McFall), Acab llegó a ser rey entre septiembre de 874 y abril de 873 a. C. y murió entre abril y septiembre de 853 a. C..[30] Según Thiele la Batalla de Qarqar se libró en julio/agosto del 853 a. C.[31] ya que los anales de Salmanasar III recogen (en «Shalmaneser III Stela») su lucha en Qarqar en su sexto año (853 a. C.[32] y en su año 18 (841 a.C.) recibió tributo de Jehú (en «Obelisco Negro»), por lo que estos 12 años concuerdan exactamente con la cronología hebrea y sitúan la batalla de Qarqar en el último año de reinado de Ajab y Jehú dio tributo a Salmanasar en su primer año.[33]

### Versículo 34
En sus días Hiel de Betel edificó Jericó. Puso sus cimientos a costa de Abiram, su primogénito, y levantó sus puertas a costa de Segub, su hijo menor, conforme a la palabra del Señor, que había hablado por Josué, hijo de Nun. 
- «En sus días»: es decir, «durante el reinado de Acab».[35]

En Josué 6:26 está escrito que Josué pronuncia una maldición a cualquiera que se atreva a reconstruir Jericó, lo cual se cumple sombríamente en este Versículo, por lo que la maldición se considera una profecía pronunciada por Yahvé a través de Josué.